# كأس الرابطة الفرنسية 2017–18
كأس الرابطة الفرنسية 2017–18 (بالفرنسية: Coupe de la Ligue française de football 2017-2018)‏ هو الموسم 24 من  كأس الرابطة الفرنسية. أقيم خلال الفترة 8 أغسطس 2017 وحتى 31 مارس 2018، وكان عدد الأندية المشاركة فيه  42، وفاز فيه باريس سان جيرمان.